# Tendosphaera verrucosa
Tendosphaera verrucosa är en kräftdjursart som beskrevs av Karl Wilhelm Verhoeff 1930B. Tendosphaera verrucosa ingår i släktet Tendosphaera och familjen Tendosphaeridae. Inga underarter finns listade i Catalogue of Life.